# Bipirámide cuadrada giroelongada
En geometría, la bipirámide cuadrada giroelongada es uno de los sólidos de Johnson (J17). Como sugiere su nombre, puede construirse giroelongando un octaedro insertando un antiprisma cuadrado entre sus mitades piramidales congruentes. Es un deltaedro, estando compuesto únicamente de triángulos equiláteros.
Los 92 sólidos de Johnson fueron nombrados y descritos por Norman Johnson en 1966.